# Takuro Fujii
Takuro Fujii (Kawachinagano, 21 de abril de 1985) é um nadador japonês que conquistou uma medalha de prata nos Jogos Olímpicos de Londres de 2012 na prova do revezamento 4x100 metros medley.